# Mount Chase
Mount Chase est une ville américaine située dans le Comté de Penobscot, dans le Maine. Selon le recensement de 2010, sa population est de 201 habitants.